# トゥルシンベク・チンギシェフ
トゥルシンベク・チンギシェフ（1942年 - ）は、キルギス共和国の政治家。元首相。

## 経歴
ナルィン州チャニ・シャニスキー地区トシュ・ブラク村出身。キルギス国立大学、ソ連共産党中央委員会附属社会科学アカデミーを卒業。
1969年～1980年の間、「アヴトザプチャスチ」工場コムソモール委員会書記、フルンゼ市のコムソモール地区委員会課主任、同委員会書記、「ナルィンギドロエネルゴストロイ」局党委員会書記、党カラ・クラ市委員会第一書記を歴任。
1980年～1989年、キルギス共産党中央委員会の課副主任、主任。1989年～1991年、党トクマク市委員会第一書記、市議会議長。1991年～1992年、キルギス内閣国家書記。
1992年2月～1993年12月、首相。
第12期キルギスタン最高会議代議員。
現在、イスィク・クリャで年金生活。株式会社「国家電気ネットワーク」代表取締役。

## パーソナル
妻帯、2児を有する。